# Silvano d'Orba
Silvano d'Orba é uma comuna italiana da região do Piemonte, província de Alexandria, com cerca de 1.830 habitantes. Estende-se por uma área de 12,08 km², tendo uma densidade populacional de 151 hab/km². Faz fronteira com Capriata d'Orba, Castelletto d'Orba, Lerma, Ovada, Rocca Grimalda, Tagliolo Monferrato.

## Demografia
| Variação demográfica do município entre 1861 e 2011                               |
|                                                                                   |
| Fonte: Istituto Nazionale di Statistica (ISTAT) - Elaboração gráfica da Wikipedia |